# جام جهانی فوتبال ۲۰۳۰
جام جهانی فوتبال ۲۰۳۰ بیست و چهارمین دوره مسابقات بین‌المللی جام جهانی فوتبال مردان است که توسط تیم‌های ملی عضو فیفا برگزار می‌شود.
جام جهانی ۲۰۳۰ صدمین سالگرد رقابت‌های جام جهانی را رقم خواهد زد. برای اولین بار سه کشور از دو قاره میزبان این رقابت‌ها خواهند بود. اسپانیا، پرتغال و مراکش میزبان این رقابت‌ها هستند. علاوه بر این، آرژانتین، پاراگوئه و اروگوئه به عنوان کشورهایی که این رویداد را افتتاح می‌کنند، به عنوان بزرگداشت صدمین سالگرد اولین جام جهانی در اروگوئه، خدمت خواهند کرد.
این اولین جام جهانی است که در شمال آفریقا و بعد از سال ۲۰۱۰ در کل آفریقا، از سال ۲۰۱۴ در آمریکای جنوبی و از سال ۲۰۱۸ در اروپا بطور مشترک در این سه قاره برگزار می‌شود. کشورهای مراکش، پرتغال و پاراگوئه برای نخستین بار میزبان جام جهانی هستند.

## انتخاب میزبان
فیفا روند مناقصه را به طور جدی در سال ۲۰۲۲ آغاز کرد. به عنوان میزبان دوره‌های ۲۰۲۲ و ۲۰۲۶ به ترتیب، جام جهانی فوتبال ۲۰۳۰ نمی‌تواند توسط کشوری از آسیا یا آمریکای شمالی میزبانی شود.
میزبانان باید حداقل ۱۴ ورزشگاه با ظرفیت ۴۰،۰۰۰ نفر داشته باشند که حداقل ۷ ورزشگاه از قبل موجود است. بازی افتتاحیه و فینال باید در یک ورزشگاه ۸۰،۰۰۰ نفری برگزار شود، در حالی که بازی‌های نیمه نهایی باید در یک ورزشگاه ۶۰،۰۰۰ نفری برگزار شود. میزبانان همچنین باید حداقل ۷۲ گزینه محل تمرین مناسب برای کمپ‌های پایه تیمی، چهار گزینه مکان تمرینی مناسب در هر ورزشگاه، علاوه بر دو گزینه مناسب سایت آموزش بیس کمپ داوری، همه با محل اقامت مناسب داشته باشند. شورای فیفا همچنین الزامات مربوط به سایت‌های پخش، سایت‌های رویدادهای مرتبط با مسابقات و همچنین محل اقامت را تنظیم می‌کند. علاوه بر این، پایایی، حفاظت از محیط زیست و حقوق بشر نیز از عواملی هستند که در کنار حمایت دولتی، الگوی سازمانی مورد استفاده، علاوه بر مفاد ایجاد «صندوق میراثی» مورد توجه شورا قرار خواهند گرفت.

## ورزشگاه‌ها
ورزشگاهی که برای مسابقات قبلی جام جهانی مردان استفاده شده است.
⋆ ورزشگاهی که در دست ساخت است.
+ ورزشگاهی که درحال بازسازی است.
| بارسلون                             | بارسلون | بارسلون | مادرید | مادرید | لیسبون | لیسبون                                     |
| ----------------------------------- | --- | --- | --- | --- | --- | ------------------------------------------ |
| ورزشگاه نیوکمپ +                    | ورزشگاه نیوکمپ + | ورزشگاه استیج فرانت | ورزشگاه سانتیاگو برنابئو + | ورزشگاه متروپولیتانو | ورزشگاه دا لوز | ورزشگاه ژوزه آلوالاد                       |
| ظرفیت: ۹۹,۳۵۴ قابل گسترش تا ۱۰۵,۰۰۰ | ظرفیت: ۹۹,۳۵۴ قابل گسترش تا ۱۰۵,۰۰۰ | ظرفیت: ۴۰,۰۰۰ | ظرفیت: ۸۴,۷۴۴ | ظرفیت: ۷۰,۴۶۰ | ظرفیت: ۶۴,۶۴۲ | ظرفیت: ۵۰,۰۹۵                              |
|                                     | | | | | |                                            |
| والنسیا                             | بارسلونبیلبائومادریدسویلوالنسیالیسبونپورتوسان سباستیانبیگوساراگوسامالاگامورسیالاکرونیاخیخنجام جهانی فوتبال ۲۰۳۰ (ایبری) · لاس پالماسجام جهانی فوتبال ۲۰۳۰ (جزایر قناری) · کازابلانکارباطاگادیرمراکشفاسطنجهجام جهانی فوتبال ۲۰۳۰ (مراکش) · | بارسلونبیلبائومادریدسویلوالنسیالیسبونپورتوسان سباستیانبیگوساراگوسامالاگامورسیالاکرونیاخیخنجام جهانی فوتبال ۲۰۳۰ (ایبری) · لاس پالماسجام جهانی فوتبال ۲۰۳۰ (جزایر قناری) · کازابلانکارباطاگادیرمراکشفاسطنجهجام جهانی فوتبال ۲۰۳۰ (مراکش) · | بارسلونبیلبائومادریدسویلوالنسیالیسبونپورتوسان سباستیانبیگوساراگوسامالاگامورسیالاکرونیاخیخنجام جهانی فوتبال ۲۰۳۰ (ایبری) · لاس پالماسجام جهانی فوتبال ۲۰۳۰ (جزایر قناری) · کازابلانکارباطاگادیرمراکشفاسطنجهجام جهانی فوتبال ۲۰۳۰ (مراکش) · | بارسلونبیلبائومادریدسویلوالنسیالیسبونپورتوسان سباستیانبیگوساراگوسامالاگامورسیالاکرونیاخیخنجام جهانی فوتبال ۲۰۳۰ (ایبری) · لاس پالماسجام جهانی فوتبال ۲۰۳۰ (جزایر قناری) · کازابلانکارباطاگادیرمراکشفاسطنجهجام جهانی فوتبال ۲۰۳۰ (مراکش) · | بارسلونبیلبائومادریدسویلوالنسیالیسبونپورتوسان سباستیانبیگوساراگوسامالاگامورسیالاکرونیاخیخنجام جهانی فوتبال ۲۰۳۰ (ایبری) · لاس پالماسجام جهانی فوتبال ۲۰۳۰ (جزایر قناری) · کازابلانکارباطاگادیرمراکشفاسطنجهجام جهانی فوتبال ۲۰۳۰ (مراکش) · | سویل                                       |
| ورزشگاه نیو مستالا *                | بارسلونبیلبائومادریدسویلوالنسیالیسبونپورتوسان سباستیانبیگوساراگوسامالاگامورسیالاکرونیاخیخنجام جهانی فوتبال ۲۰۳۰ (ایبری) · لاس پالماسجام جهانی فوتبال ۲۰۳۰ (جزایر قناری) · کازابلانکارباطاگادیرمراکشفاسطنجهجام جهانی فوتبال ۲۰۳۰ (مراکش) · | بارسلونبیلبائومادریدسویلوالنسیالیسبونپورتوسان سباستیانبیگوساراگوسامالاگامورسیالاکرونیاخیخنجام جهانی فوتبال ۲۰۳۰ (ایبری) · لاس پالماسجام جهانی فوتبال ۲۰۳۰ (جزایر قناری) · کازابلانکارباطاگادیرمراکشفاسطنجهجام جهانی فوتبال ۲۰۳۰ (مراکش) · | بارسلونبیلبائومادریدسویلوالنسیالیسبونپورتوسان سباستیانبیگوساراگوسامالاگامورسیالاکرونیاخیخنجام جهانی فوتبال ۲۰۳۰ (ایبری) · لاس پالماسجام جهانی فوتبال ۲۰۳۰ (جزایر قناری) · کازابلانکارباطاگادیرمراکشفاسطنجهجام جهانی فوتبال ۲۰۳۰ (مراکش) · | بارسلونبیلبائومادریدسویلوالنسیالیسبونپورتوسان سباستیانبیگوساراگوسامالاگامورسیالاکرونیاخیخنجام جهانی فوتبال ۲۰۳۰ (ایبری) · لاس پالماسجام جهانی فوتبال ۲۰۳۰ (جزایر قناری) · کازابلانکارباطاگادیرمراکشفاسطنجهجام جهانی فوتبال ۲۰۳۰ (مراکش) · | بارسلونبیلبائومادریدسویلوالنسیالیسبونپورتوسان سباستیانبیگوساراگوسامالاگامورسیالاکرونیاخیخنجام جهانی فوتبال ۲۰۳۰ (ایبری) · لاس پالماسجام جهانی فوتبال ۲۰۳۰ (جزایر قناری) · کازابلانکارباطاگادیرمراکشفاسطنجهجام جهانی فوتبال ۲۰۳۰ (مراکش) · | ورزشگاه ده لا کارتوخا                      |
| ظرفیت: ۷۰,۰۰۰                       | بارسلونبیلبائومادریدسویلوالنسیالیسبونپورتوسان سباستیانبیگوساراگوسامالاگامورسیالاکرونیاخیخنجام جهانی فوتبال ۲۰۳۰ (ایبری) · لاس پالماسجام جهانی فوتبال ۲۰۳۰ (جزایر قناری) · کازابلانکارباطاگادیرمراکشفاسطنجهجام جهانی فوتبال ۲۰۳۰ (مراکش) · | بارسلونبیلبائومادریدسویلوالنسیالیسبونپورتوسان سباستیانبیگوساراگوسامالاگامورسیالاکرونیاخیخنجام جهانی فوتبال ۲۰۳۰ (ایبری) · لاس پالماسجام جهانی فوتبال ۲۰۳۰ (جزایر قناری) · کازابلانکارباطاگادیرمراکشفاسطنجهجام جهانی فوتبال ۲۰۳۰ (مراکش) · | بارسلونبیلبائومادریدسویلوالنسیالیسبونپورتوسان سباستیانبیگوساراگوسامالاگامورسیالاکرونیاخیخنجام جهانی فوتبال ۲۰۳۰ (ایبری) · لاس پالماسجام جهانی فوتبال ۲۰۳۰ (جزایر قناری) · کازابلانکارباطاگادیرمراکشفاسطنجهجام جهانی فوتبال ۲۰۳۰ (مراکش) · | بارسلونبیلبائومادریدسویلوالنسیالیسبونپورتوسان سباستیانبیگوساراگوسامالاگامورسیالاکرونیاخیخنجام جهانی فوتبال ۲۰۳۰ (ایبری) · لاس پالماسجام جهانی فوتبال ۲۰۳۰ (جزایر قناری) · کازابلانکارباطاگادیرمراکشفاسطنجهجام جهانی فوتبال ۲۰۳۰ (مراکش) · | بارسلونبیلبائومادریدسویلوالنسیالیسبونپورتوسان سباستیانبیگوساراگوسامالاگامورسیالاکرونیاخیخنجام جهانی فوتبال ۲۰۳۰ (ایبری) · لاس پالماسجام جهانی فوتبال ۲۰۳۰ (جزایر قناری) · کازابلانکارباطاگادیرمراکشفاسطنجهجام جهانی فوتبال ۲۰۳۰ (مراکش) · | ظرفیت: ۶۰,۷۲۱                              |
|                                     | بارسلونبیلبائومادریدسویلوالنسیالیسبونپورتوسان سباستیانبیگوساراگوسامالاگامورسیالاکرونیاخیخنجام جهانی فوتبال ۲۰۳۰ (ایبری) · لاس پالماسجام جهانی فوتبال ۲۰۳۰ (جزایر قناری) · کازابلانکارباطاگادیرمراکشفاسطنجهجام جهانی فوتبال ۲۰۳۰ (مراکش) · | بارسلونبیلبائومادریدسویلوالنسیالیسبونپورتوسان سباستیانبیگوساراگوسامالاگامورسیالاکرونیاخیخنجام جهانی فوتبال ۲۰۳۰ (ایبری) · لاس پالماسجام جهانی فوتبال ۲۰۳۰ (جزایر قناری) · کازابلانکارباطاگادیرمراکشفاسطنجهجام جهانی فوتبال ۲۰۳۰ (مراکش) · | بارسلونبیلبائومادریدسویلوالنسیالیسبونپورتوسان سباستیانبیگوساراگوسامالاگامورسیالاکرونیاخیخنجام جهانی فوتبال ۲۰۳۰ (ایبری) · لاس پالماسجام جهانی فوتبال ۲۰۳۰ (جزایر قناری) · کازابلانکارباطاگادیرمراکشفاسطنجهجام جهانی فوتبال ۲۰۳۰ (مراکش) · | بارسلونبیلبائومادریدسویلوالنسیالیسبونپورتوسان سباستیانبیگوساراگوسامالاگامورسیالاکرونیاخیخنجام جهانی فوتبال ۲۰۳۰ (ایبری) · لاس پالماسجام جهانی فوتبال ۲۰۳۰ (جزایر قناری) · کازابلانکارباطاگادیرمراکشفاسطنجهجام جهانی فوتبال ۲۰۳۰ (مراکش) · | بارسلونبیلبائومادریدسویلوالنسیالیسبونپورتوسان سباستیانبیگوساراگوسامالاگامورسیالاکرونیاخیخنجام جهانی فوتبال ۲۰۳۰ (ایبری) · لاس پالماسجام جهانی فوتبال ۲۰۳۰ (جزایر قناری) · کازابلانکارباطاگادیرمراکشفاسطنجهجام جهانی فوتبال ۲۰۳۰ (مراکش) · |                                            |
| بیلبائو                             | بارسلونبیلبائومادریدسویلوالنسیالیسبونپورتوسان سباستیانبیگوساراگوسامالاگامورسیالاکرونیاخیخنجام جهانی فوتبال ۲۰۳۰ (ایبری) · لاس پالماسجام جهانی فوتبال ۲۰۳۰ (جزایر قناری) · کازابلانکارباطاگادیرمراکشفاسطنجهجام جهانی فوتبال ۲۰۳۰ (مراکش) · | بارسلونبیلبائومادریدسویلوالنسیالیسبونپورتوسان سباستیانبیگوساراگوسامالاگامورسیالاکرونیاخیخنجام جهانی فوتبال ۲۰۳۰ (ایبری) · لاس پالماسجام جهانی فوتبال ۲۰۳۰ (جزایر قناری) · کازابلانکارباطاگادیرمراکشفاسطنجهجام جهانی فوتبال ۲۰۳۰ (مراکش) · | بارسلونبیلبائومادریدسویلوالنسیالیسبونپورتوسان سباستیانبیگوساراگوسامالاگامورسیالاکرونیاخیخنجام جهانی فوتبال ۲۰۳۰ (ایبری) · لاس پالماسجام جهانی فوتبال ۲۰۳۰ (جزایر قناری) · کازابلانکارباطاگادیرمراکشفاسطنجهجام جهانی فوتبال ۲۰۳۰ (مراکش) · | بارسلونبیلبائومادریدسویلوالنسیالیسبونپورتوسان سباستیانبیگوساراگوسامالاگامورسیالاکرونیاخیخنجام جهانی فوتبال ۲۰۳۰ (ایبری) · لاس پالماسجام جهانی فوتبال ۲۰۳۰ (جزایر قناری) · کازابلانکارباطاگادیرمراکشفاسطنجهجام جهانی فوتبال ۲۰۳۰ (مراکش) · | بارسلونبیلبائومادریدسویلوالنسیالیسبونپورتوسان سباستیانبیگوساراگوسامالاگامورسیالاکرونیاخیخنجام جهانی فوتبال ۲۰۳۰ (ایبری) · لاس پالماسجام جهانی فوتبال ۲۰۳۰ (جزایر قناری) · کازابلانکارباطاگادیرمراکشفاسطنجهجام جهانی فوتبال ۲۰۳۰ (مراکش) · | پورتو                                      |
| ورزشگاه سن مامس                     | بارسلونبیلبائومادریدسویلوالنسیالیسبونپورتوسان سباستیانبیگوساراگوسامالاگامورسیالاکرونیاخیخنجام جهانی فوتبال ۲۰۳۰ (ایبری) · لاس پالماسجام جهانی فوتبال ۲۰۳۰ (جزایر قناری) · کازابلانکارباطاگادیرمراکشفاسطنجهجام جهانی فوتبال ۲۰۳۰ (مراکش) · | بارسلونبیلبائومادریدسویلوالنسیالیسبونپورتوسان سباستیانبیگوساراگوسامالاگامورسیالاکرونیاخیخنجام جهانی فوتبال ۲۰۳۰ (ایبری) · لاس پالماسجام جهانی فوتبال ۲۰۳۰ (جزایر قناری) · کازابلانکارباطاگادیرمراکشفاسطنجهجام جهانی فوتبال ۲۰۳۰ (مراکش) · | بارسلونبیلبائومادریدسویلوالنسیالیسبونپورتوسان سباستیانبیگوساراگوسامالاگامورسیالاکرونیاخیخنجام جهانی فوتبال ۲۰۳۰ (ایبری) · لاس پالماسجام جهانی فوتبال ۲۰۳۰ (جزایر قناری) · کازابلانکارباطاگادیرمراکشفاسطنجهجام جهانی فوتبال ۲۰۳۰ (مراکش) · | بارسلونبیلبائومادریدسویلوالنسیالیسبونپورتوسان سباستیانبیگوساراگوسامالاگامورسیالاکرونیاخیخنجام جهانی فوتبال ۲۰۳۰ (ایبری) · لاس پالماسجام جهانی فوتبال ۲۰۳۰ (جزایر قناری) · کازابلانکارباطاگادیرمراکشفاسطنجهجام جهانی فوتبال ۲۰۳۰ (مراکش) · | بارسلونبیلبائومادریدسویلوالنسیالیسبونپورتوسان سباستیانبیگوساراگوسامالاگامورسیالاکرونیاخیخنجام جهانی فوتبال ۲۰۳۰ (ایبری) · لاس پالماسجام جهانی فوتبال ۲۰۳۰ (جزایر قناری) · کازابلانکارباطاگادیرمراکشفاسطنجهجام جهانی فوتبال ۲۰۳۰ (مراکش) · | ورزشگاه دراگو                              |
| ظرفیت: ۵۳,۲۸۹                       | بارسلونبیلبائومادریدسویلوالنسیالیسبونپورتوسان سباستیانبیگوساراگوسامالاگامورسیالاکرونیاخیخنجام جهانی فوتبال ۲۰۳۰ (ایبری) · لاس پالماسجام جهانی فوتبال ۲۰۳۰ (جزایر قناری) · کازابلانکارباطاگادیرمراکشفاسطنجهجام جهانی فوتبال ۲۰۳۰ (مراکش) · | بارسلونبیلبائومادریدسویلوالنسیالیسبونپورتوسان سباستیانبیگوساراگوسامالاگامورسیالاکرونیاخیخنجام جهانی فوتبال ۲۰۳۰ (ایبری) · لاس پالماسجام جهانی فوتبال ۲۰۳۰ (جزایر قناری) · کازابلانکارباطاگادیرمراکشفاسطنجهجام جهانی فوتبال ۲۰۳۰ (مراکش) · | بارسلونبیلبائومادریدسویلوالنسیالیسبونپورتوسان سباستیانبیگوساراگوسامالاگامورسیالاکرونیاخیخنجام جهانی فوتبال ۲۰۳۰ (ایبری) · لاس پالماسجام جهانی فوتبال ۲۰۳۰ (جزایر قناری) · کازابلانکارباطاگادیرمراکشفاسطنجهجام جهانی فوتبال ۲۰۳۰ (مراکش) · | بارسلونبیلبائومادریدسویلوالنسیالیسبونپورتوسان سباستیانبیگوساراگوسامالاگامورسیالاکرونیاخیخنجام جهانی فوتبال ۲۰۳۰ (ایبری) · لاس پالماسجام جهانی فوتبال ۲۰۳۰ (جزایر قناری) · کازابلانکارباطاگادیرمراکشفاسطنجهجام جهانی فوتبال ۲۰۳۰ (مراکش) · | بارسلونبیلبائومادریدسویلوالنسیالیسبونپورتوسان سباستیانبیگوساراگوسامالاگامورسیالاکرونیاخیخنجام جهانی فوتبال ۲۰۳۰ (ایبری) · لاس پالماسجام جهانی فوتبال ۲۰۳۰ (جزایر قناری) · کازابلانکارباطاگادیرمراکشفاسطنجهجام جهانی فوتبال ۲۰۳۰ (مراکش) · | ظرفیت: ۵۰,۰۳۳                              |
|                                     | بارسلونبیلبائومادریدسویلوالنسیالیسبونپورتوسان سباستیانبیگوساراگوسامالاگامورسیالاکرونیاخیخنجام جهانی فوتبال ۲۰۳۰ (ایبری) · لاس پالماسجام جهانی فوتبال ۲۰۳۰ (جزایر قناری) · کازابلانکارباطاگادیرمراکشفاسطنجهجام جهانی فوتبال ۲۰۳۰ (مراکش) · | بارسلونبیلبائومادریدسویلوالنسیالیسبونپورتوسان سباستیانبیگوساراگوسامالاگامورسیالاکرونیاخیخنجام جهانی فوتبال ۲۰۳۰ (ایبری) · لاس پالماسجام جهانی فوتبال ۲۰۳۰ (جزایر قناری) · کازابلانکارباطاگادیرمراکشفاسطنجهجام جهانی فوتبال ۲۰۳۰ (مراکش) · | بارسلونبیلبائومادریدسویلوالنسیالیسبونپورتوسان سباستیانبیگوساراگوسامالاگامورسیالاکرونیاخیخنجام جهانی فوتبال ۲۰۳۰ (ایبری) · لاس پالماسجام جهانی فوتبال ۲۰۳۰ (جزایر قناری) · کازابلانکارباطاگادیرمراکشفاسطنجهجام جهانی فوتبال ۲۰۳۰ (مراکش) · | بارسلونبیلبائومادریدسویلوالنسیالیسبونپورتوسان سباستیانبیگوساراگوسامالاگامورسیالاکرونیاخیخنجام جهانی فوتبال ۲۰۳۰ (ایبری) · لاس پالماسجام جهانی فوتبال ۲۰۳۰ (جزایر قناری) · کازابلانکارباطاگادیرمراکشفاسطنجهجام جهانی فوتبال ۲۰۳۰ (مراکش) · | بارسلونبیلبائومادریدسویلوالنسیالیسبونپورتوسان سباستیانبیگوساراگوسامالاگامورسیالاکرونیاخیخنجام جهانی فوتبال ۲۰۳۰ (ایبری) · لاس پالماسجام جهانی فوتبال ۲۰۳۰ (جزایر قناری) · کازابلانکارباطاگادیرمراکشفاسطنجهجام جهانی فوتبال ۲۰۳۰ (مراکش) · |                                            |
| مورسیا                              | بارسلونبیلبائومادریدسویلوالنسیالیسبونپورتوسان سباستیانبیگوساراگوسامالاگامورسیالاکرونیاخیخنجام جهانی فوتبال ۲۰۳۰ (ایبری) · لاس پالماسجام جهانی فوتبال ۲۰۳۰ (جزایر قناری) · کازابلانکارباطاگادیرمراکشفاسطنجهجام جهانی فوتبال ۲۰۳۰ (مراکش) · | بارسلونبیلبائومادریدسویلوالنسیالیسبونپورتوسان سباستیانبیگوساراگوسامالاگامورسیالاکرونیاخیخنجام جهانی فوتبال ۲۰۳۰ (ایبری) · لاس پالماسجام جهانی فوتبال ۲۰۳۰ (جزایر قناری) · کازابلانکارباطاگادیرمراکشفاسطنجهجام جهانی فوتبال ۲۰۳۰ (مراکش) · | بارسلونبیلبائومادریدسویلوالنسیالیسبونپورتوسان سباستیانبیگوساراگوسامالاگامورسیالاکرونیاخیخنجام جهانی فوتبال ۲۰۳۰ (ایبری) · لاس پالماسجام جهانی فوتبال ۲۰۳۰ (جزایر قناری) · کازابلانکارباطاگادیرمراکشفاسطنجهجام جهانی فوتبال ۲۰۳۰ (مراکش) · | بارسلونبیلبائومادریدسویلوالنسیالیسبونپورتوسان سباستیانبیگوساراگوسامالاگامورسیالاکرونیاخیخنجام جهانی فوتبال ۲۰۳۰ (ایبری) · لاس پالماسجام جهانی فوتبال ۲۰۳۰ (جزایر قناری) · کازابلانکارباطاگادیرمراکشفاسطنجهجام جهانی فوتبال ۲۰۳۰ (مراکش) · | بارسلونبیلبائومادریدسویلوالنسیالیسبونپورتوسان سباستیانبیگوساراگوسامالاگامورسیالاکرونیاخیخنجام جهانی فوتبال ۲۰۳۰ (ایبری) · لاس پالماسجام جهانی فوتبال ۲۰۳۰ (جزایر قناری) · کازابلانکارباطاگادیرمراکشفاسطنجهجام جهانی فوتبال ۲۰۳۰ (مراکش) · | خیخن                                       |
| ورزشگاه نیو کوندومینا +             | بارسلونبیلبائومادریدسویلوالنسیالیسبونپورتوسان سباستیانبیگوساراگوسامالاگامورسیالاکرونیاخیخنجام جهانی فوتبال ۲۰۳۰ (ایبری) · لاس پالماسجام جهانی فوتبال ۲۰۳۰ (جزایر قناری) · کازابلانکارباطاگادیرمراکشفاسطنجهجام جهانی فوتبال ۲۰۳۰ (مراکش) · | بارسلونبیلبائومادریدسویلوالنسیالیسبونپورتوسان سباستیانبیگوساراگوسامالاگامورسیالاکرونیاخیخنجام جهانی فوتبال ۲۰۳۰ (ایبری) · لاس پالماسجام جهانی فوتبال ۲۰۳۰ (جزایر قناری) · کازابلانکارباطاگادیرمراکشفاسطنجهجام جهانی فوتبال ۲۰۳۰ (مراکش) · | بارسلونبیلبائومادریدسویلوالنسیالیسبونپورتوسان سباستیانبیگوساراگوسامالاگامورسیالاکرونیاخیخنجام جهانی فوتبال ۲۰۳۰ (ایبری) · لاس پالماسجام جهانی فوتبال ۲۰۳۰ (جزایر قناری) · کازابلانکارباطاگادیرمراکشفاسطنجهجام جهانی فوتبال ۲۰۳۰ (مراکش) · | بارسلونبیلبائومادریدسویلوالنسیالیسبونپورتوسان سباستیانبیگوساراگوسامالاگامورسیالاکرونیاخیخنجام جهانی فوتبال ۲۰۳۰ (ایبری) · لاس پالماسجام جهانی فوتبال ۲۰۳۰ (جزایر قناری) · کازابلانکارباطاگادیرمراکشفاسطنجهجام جهانی فوتبال ۲۰۳۰ (مراکش) · | بارسلونبیلبائومادریدسویلوالنسیالیسبونپورتوسان سباستیانبیگوساراگوسامالاگامورسیالاکرونیاخیخنجام جهانی فوتبال ۲۰۳۰ (ایبری) · لاس پالماسجام جهانی فوتبال ۲۰۳۰ (جزایر قناری) · کازابلانکارباطاگادیرمراکشفاسطنجهجام جهانی فوتبال ۲۰۳۰ (مراکش) · | ورزشگاه ال مونینون +                       |
| ظرفیت: ۳۱,۱۷۹ قابل گسترش تا ۴۲,۰۰۰  | بارسلونبیلبائومادریدسویلوالنسیالیسبونپورتوسان سباستیانبیگوساراگوسامالاگامورسیالاکرونیاخیخنجام جهانی فوتبال ۲۰۳۰ (ایبری) · لاس پالماسجام جهانی فوتبال ۲۰۳۰ (جزایر قناری) · کازابلانکارباطاگادیرمراکشفاسطنجهجام جهانی فوتبال ۲۰۳۰ (مراکش) · | بارسلونبیلبائومادریدسویلوالنسیالیسبونپورتوسان سباستیانبیگوساراگوسامالاگامورسیالاکرونیاخیخنجام جهانی فوتبال ۲۰۳۰ (ایبری) · لاس پالماسجام جهانی فوتبال ۲۰۳۰ (جزایر قناری) · کازابلانکارباطاگادیرمراکشفاسطنجهجام جهانی فوتبال ۲۰۳۰ (مراکش) · | بارسلونبیلبائومادریدسویلوالنسیالیسبونپورتوسان سباستیانبیگوساراگوسامالاگامورسیالاکرونیاخیخنجام جهانی فوتبال ۲۰۳۰ (ایبری) · لاس پالماسجام جهانی فوتبال ۲۰۳۰ (جزایر قناری) · کازابلانکارباطاگادیرمراکشفاسطنجهجام جهانی فوتبال ۲۰۳۰ (مراکش) · | بارسلونبیلبائومادریدسویلوالنسیالیسبونپورتوسان سباستیانبیگوساراگوسامالاگامورسیالاکرونیاخیخنجام جهانی فوتبال ۲۰۳۰ (ایبری) · لاس پالماسجام جهانی فوتبال ۲۰۳۰ (جزایر قناری) · کازابلانکارباطاگادیرمراکشفاسطنجهجام جهانی فوتبال ۲۰۳۰ (مراکش) · | بارسلونبیلبائومادریدسویلوالنسیالیسبونپورتوسان سباستیانبیگوساراگوسامالاگامورسیالاکرونیاخیخنجام جهانی فوتبال ۲۰۳۰ (ایبری) · لاس پالماسجام جهانی فوتبال ۲۰۳۰ (جزایر قناری) · کازابلانکارباطاگادیرمراکشفاسطنجهجام جهانی فوتبال ۲۰۳۰ (مراکش) · | ظرفیت: ۲۹,۰۲۹ درحال گسترش                  |
|                                     | بارسلونبیلبائومادریدسویلوالنسیالیسبونپورتوسان سباستیانبیگوساراگوسامالاگامورسیالاکرونیاخیخنجام جهانی فوتبال ۲۰۳۰ (ایبری) · لاس پالماسجام جهانی فوتبال ۲۰۳۰ (جزایر قناری) · کازابلانکارباطاگادیرمراکشفاسطنجهجام جهانی فوتبال ۲۰۳۰ (مراکش) · | بارسلونبیلبائومادریدسویلوالنسیالیسبونپورتوسان سباستیانبیگوساراگوسامالاگامورسیالاکرونیاخیخنجام جهانی فوتبال ۲۰۳۰ (ایبری) · لاس پالماسجام جهانی فوتبال ۲۰۳۰ (جزایر قناری) · کازابلانکارباطاگادیرمراکشفاسطنجهجام جهانی فوتبال ۲۰۳۰ (مراکش) · | بارسلونبیلبائومادریدسویلوالنسیالیسبونپورتوسان سباستیانبیگوساراگوسامالاگامورسیالاکرونیاخیخنجام جهانی فوتبال ۲۰۳۰ (ایبری) · لاس پالماسجام جهانی فوتبال ۲۰۳۰ (جزایر قناری) · کازابلانکارباطاگادیرمراکشفاسطنجهجام جهانی فوتبال ۲۰۳۰ (مراکش) · | بارسلونبیلبائومادریدسویلوالنسیالیسبونپورتوسان سباستیانبیگوساراگوسامالاگامورسیالاکرونیاخیخنجام جهانی فوتبال ۲۰۳۰ (ایبری) · لاس پالماسجام جهانی فوتبال ۲۰۳۰ (جزایر قناری) · کازابلانکارباطاگادیرمراکشفاسطنجهجام جهانی فوتبال ۲۰۳۰ (مراکش) · | بارسلونبیلبائومادریدسویلوالنسیالیسبونپورتوسان سباستیانبیگوساراگوسامالاگامورسیالاکرونیاخیخنجام جهانی فوتبال ۲۰۳۰ (ایبری) · لاس پالماسجام جهانی فوتبال ۲۰۳۰ (جزایر قناری) · کازابلانکارباطاگادیرمراکشفاسطنجهجام جهانی فوتبال ۲۰۳۰ (مراکش) · |                                            |
| مالاگا                              | مالاگا | ساراگوسا | بیگو | لاکرونیا | لاس پالماس | سان سباستیان                               |
| ورزشگاه ال روسالدا +                | ورزشگاه ال روسالدا + | ورزشگاه لا روماردا + | ورزشگاه بالایدوس + | ورزشگاه ریازور + | ورزشگاه گران کاناریا + | ورزشگاه آنوئتا                             |
| ظرفیت: ۳۰,۰۴۴ قابل گسترش تا ۴۵,۰۰۰  | ظرفیت: ۳۰,۰۴۴ قابل گسترش تا ۴۵,۰۰۰ | ظرفیت: ۳۳,۶۰۸ قابل گسترش تا ۴۲,۵۰۰ | ظرفیت: ۲۹,۰۰۰ قابل گسترش تا ۴۱,۹۰۰ | ظرفیت: ۳۲,۶۶۰ قابل گسترش تا ۴۸,۰۰۰ | ظرفیت: ۳۲,۳۹۲ قابل گسترش تا ۴۴,۶۸۲ | ظرفیت: ۴۰,۰۰۰                              |
|                                     | | | | | |                                            |
| کازابلانکا                          | کازابلانکا | رباط | طنجه | اگادیر | مراکش | فاس                                        |
| ورزشگاه حسن دوم *                   | ورزشگاه حسن دوم * | ورزشگاه شاهزاده مولای عبدالله + | ورزشگاه ابن بطوطه + | ورزشگاه ادرار + | ورزشگاه مراکش + | ورزشگاه فاس +                              |
| ظرفیت: ۱۱۳,۰۰۰                      | ظرفیت: ۱۱۳,۰۰۰ | ظرفیت: ۵۳,۰۰۰ قابل گسترش تا ۶۹,۵۰۰ | ظرفیت: ۶۵,۰۰۰ قابل گسترش تا ۸۸,۰۰۰ | ظرفیت: ۴۵,۴۸۰ قابل گسترش تا ۵۵,۰۰۰ (حداقل) | ظرفیت: ۴۵,۲۴۰ قابل گسترش تا ۷۰,۰۰۰ | ظرفیت: ۴۵,۰۰۰ قابل گسترش تا ۵۵,۰۰۰ (حداقل) |
|                                     | | | | | |                                            |

شهرهای میزبان بازی مراسم صدمین سالگرد:
| مونته‌ویدئو         | بوئنوس آیرس       | لوکه              | آسونسیونبوئنوس آیرسمونته‌ویدئو جام جهانی فوتبال ۲۰۳۰ (آمریکای جنوبی) · | آسونسیونبوئنوس آیرسمونته‌ویدئو جام جهانی فوتبال ۲۰۳۰ (آمریکای جنوبی) · |
| ورزشگاه سنتناریو + | ورزشگاه مونومنتال | ورزشگاه کونمبول * | آسونسیونبوئنوس آیرسمونته‌ویدئو جام جهانی فوتبال ۲۰۳۰ (آمریکای جنوبی) · | آسونسیونبوئنوس آیرسمونته‌ویدئو جام جهانی فوتبال ۲۰۳۰ (آمریکای جنوبی) · |
| ظرفیت: ۶۰,۰۰۰      | ظرفیت: ۸۳,۰۰۰     | ظرفیت: ۶۰,۰۰۰     | آسونسیونبوئنوس آیرسمونته‌ویدئو جام جهانی فوتبال ۲۰۳۰ (آمریکای جنوبی) · | آسونسیونبوئنوس آیرسمونته‌ویدئو جام جهانی فوتبال ۲۰۳۰ (آمریکای جنوبی) · |
| borde              | borde             |                   | آسونسیونبوئنوس آیرسمونته‌ویدئو جام جهانی فوتبال ۲۰۳۰ (آمریکای جنوبی) · | آسونسیونبوئنوس آیرسمونته‌ویدئو جام جهانی فوتبال ۲۰۳۰ (آمریکای جنوبی) · |

## کشورهای راه یافته

### مقدماتی

تیم‌های صعود کرده
تیم‌هایی که هنوز حضورشان قطعی نشده
تیم‌های حذف شده
تیم‌های انصراف داده یا حذف شده
تیم‌هایی که عضو فیفا نیستند

تمامی ۶ کشور میزبان برای جام جهانی واجد شرایط خواهند بود.
| تیم      | کنفدراسیون | شیوه راه یابی                | تاریخ راه یابی | سابقه شرکت در مسابقات | بهترین نتیجه در دوره های گذشته | منابع  |
| -------- | ---------- | ---------------------------- | -------------- | --------------------- | ------------------------------ | ------ |
| مراکش    | کاف        | میزبان مشترک                 | ۴ اکتبر ۲۰۲۳   | ۷                     | مقام چهارم (۲۰۲۲)              | [ ۱۲ ] |
| پرتغال   | یوفا       | میزبان مشترک                 | ۴ اکتبر ۲۰۲۳   | ۹                     | مقام سوم (۱۹۶۶)                | [ ۱۲ ] |
| اسپانیا  | یوفا       | میزبان مشترک                 | ۴ اکتبر ۲۰۲۳   | ۱۷                    | قهرمانی (۲۰۱۰)                 | [ ۱۲ ] |
| آرژانتین | کونمبول    | میزبان مشترک مسابقات سالگردی | ۵ اکتبر ۲۰۲۳   | 20                    | قهرمانی (۱۹۷۸، ۱۹۸۶، ۲۰۲۲)     | [ ۱۲ ] |
| اروگوئه  | کونمبول    | میزبان مشترک مسابقات سالگردی | ۵ اکتبر ۲۰۲۳   | ۱۵                    | قهرمانی (۱۹۳۰، ۱۹۵۰)           | [ ۱۲ ] |
| پاراگوئه | کونمبول    | میزبان مشترک مسابقات سالگردی | ۵ اکتبر ۲۰۲۳   | ۹                     | یک‌چهارم نهایی (۲۰۱۰)           | [ ۱۲ ] |

## نگرانی‌ها
جام جهانی فوتبال ۲۰۳۰ قبلاً با واکنش شدید طرفداران، مقامات فوتبال و گروه‌های محیط‌زیست مواجه شده بود و آنها اشاره کردند که فاصله زیاد بین آمریکای جنوبی و اروپا مستلزم سفر قابل توجهی با هواپیما است که ردپای کربنی را افزایش می‌دهد و برنامه‌های بی‌نظیر کربن فیفا را نفی می‌کند. آنها همچنین به مشکلات هواداران تیم‌هایی که با آرژانتین، پاراگوئه و اروگوئه همگروه می‌شوند، و همچنین استراحت کوتاه زمانی که این تیم‌ها به کشورهای میزبان اصلی بازگردند، اشاره کرده‌اند. سپ بلاتر، رئیس سابق فیفا هشدار داد که تعدد میزبانی که جام جهانی فوتبال ۲۰۳۰ دارد باعث می‌شود این مسابقات هویت خود را از دست بدهد. برخی دیگر خاطرنشان کرده‌اند که با سیستم چرخشی فیفا، کونکاکاف (که میزبان جام جهانی فوتبال ۲۰۲۶ بود)، کونمبول، یوفا، و کاف نمی‌توانند در مناقصه شرکت کنند، و این امر سال ۲۰۳۴ را فقط برای ای‌اف‌سی و اواف‌سی باز می‌گذارد، که منجر به اتهاماتی شد که فیفا این میزبانان را انتخاب کرد تا اطمینان حاصل کند که عربستان سعودی، یکی از اعضای کنفدراسیون فوتبال آسیا که مناقشات عمده حقوق بشری دارد، میزبان دوره بعدی شود.